# Juliusz Burski
Juliusz Burski (ur. 14 listopada 1933 w Równem, Ukraina, zm. 29 lipca 1990 w Sokolovie) – polski reżyser filmowy, teatralny i radiowy, scenarzysta. W latach 1989–1990 przewodniczący Komitetu Kinematografii oraz wiceminister kultury i sztuki w rządzie Tadeusza Mazowieckiego. Zapoczątkował reformę polskiej kinematogafii w okresie transformacji systemowej po 1989 roku.

## Życiorys
Ukończył VI Liceum Ogólnokształcące im. Tadeusza Reytana w Warszawie (1951) i studia polonistyczne na Wydziale Nauk Humanistycznych Katolickiego Uniwersytetu Lubelskiego (1956). Był kierownikiem literackim zespołów filmowych „Nurt” i „Perspektywa” (1978–1989), wykładowcą Katolickiego Uniwersytetu Lubelskiego, Łódzkiej Szkoły Filmowej oraz Wyższej Szkoły Teatralnej i Telewizyjnej w Katowicach. Członek Stowarzyszenia Filmowców Polskich, w 1989 roku jego wiceprezes.
W 1969 roku otrzymał nagrodę „Złoty Ekran 1968”. Został pochowany na cmentarzu Powązkowskim w Warszawie (kwatera 18, rząd 2, miejsce 3). W 1992 roku Andrzej Titkow nakręcił film dokumentalny Jeśli jest tu jego ślad poświęcony Juliuszowi Burskiemu; wystąpili w nim m.in. Janusz Morgenstern, Andrzej Kondratiuk, Andrzej Osęka, Maja Komorowska i Andrzej Ajnenkiel.